# Pierre Clémenti
Pierre Clémenti (Parigi, 28 settembre 1942 – Parigi, 27 dicembre 1999) è stato un attore e regista francese.
Importante interprete del cinema francese e italiano tra gli anni sessanta e settanta, è considerato una tra le figure rappresentative dello spirito di ribellione e dell'anticonformismo che caratterizzano quegli anni.
L'etichetta di "bello e dannato" gli rimase impressa anche nella vita: il suo arresto in Italia nel 1971 per possesso di droga provocò la protesta di tutta la comunità cinematografica. In seguito a questa esperienza, l'attore scrisse un libro, Carcere italiano (Quelques messages personnels), una testimonianza contro il codice penale italiano risalente al fascismo, contro un regime carcerario carente dal punto di vista umano, e contro la società repressiva.

## Biografia
Pierre Clémenti nacque a Parigi da padre sconosciuto e da madre di origine corsa, Rose Clémenti, che lavorava come custode. Trascorse un'infanzia difficile, passando da una famiglia affidataria all'altra, e con una madre incapace di occuparsi di lui poiché oppressa dalle difficoltà materiali. A 13 anni venne mandato in una casa di correzione, dove incontrò un educatore che gli fece scoprire la poesia. Ritornato a Parigi da adolescente, visse di piccoli lavori saltuari, come il tagliatore di pietra e il fattorino d'albergo, iniziando nello stesso tempo a seguire i corsi di recitazione della scuola del Théâtre du Vieux-Colombier.
Nel 1957 Clémenti fece la conoscenza di Eugène Ionesco, Samuel Beckett, Edgard Varèse e dell'attore francese Roger Blin, incontri determinanti per la sua futura carriera da attore. Il suo atteggiamento beatnik e apparentemente fragile, il suo bell'aspetto  fisico e il suo charme fecero colpo negli ambienti artistici e intellettuali di Saint-Germain-des-Prés, consentendogli di iniziare la sua carriera di attore in alcuni lavori di Michel Deville.
Fu Alain Delon a presentare il giovane attore al regista Luchino Visconti che, impressionato, gli affidò il suo primo ruolo memorabile, quello di uno dei figli del principe Salina ne Il Gattopardo (1963). Rientrato a Parigi, entrò in contatto con lo scrittore, regista e drammaturgo Marc'O, artista impegnato nella ricerca e messa in pratica di un nuovo rapporto tra gli attori e la scena. Clémenti si lanciò con entusiasmo in questa avventura teatrale di avanguardia, a fianco di un gruppo di giovani attori che presto sarebbero diventati celebri come Bulle Ogier e Jean-Pierre Kalfon, ed esordì in teatro per i locali off parigini.
Nel 1967 Luis Buñuel gli affidò l'importante ruolo di protagonista in Bella di giorno, a fianco di Catherine Deneuve, che lo lanciò definitivamente come una vedette del cinema. Proprio in questo periodo acquistò una cinepresa 16mm e cominciò a realizzare da solo i propri film. Girerà molto materiale anche durante le riprese di Partner (1968) di Bertolucci.
Fedele alle sue convinzioni, Clémenti rifiutò di partecipare a pellicole da lui ritenute non interessanti e mantenne uno stile di vita dimesso, distribuendo i suoi cachet ai senzatetto e vivendo in una camera di poco prezzo.

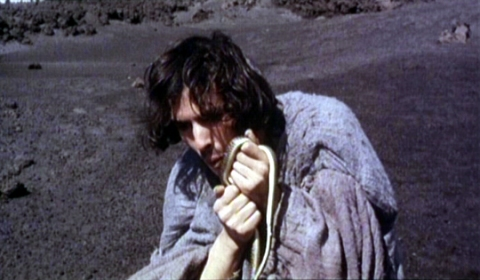
Pierre Clémenti in Porcile (1969)

Fra il 1967 e il 1971 recitò in alcuni dei film più importanti di una stagione di profondo rinnovamento linguistico della scena cinematografica italiana e francese: Benjamin ovvero le avventure di un adolescente (1967), Partner (1968) e Il conformista (1970) di Bernardo Bertolucci, Scusi, facciamo l'amore? (1968) di Vittorio Caprioli, I cannibali (1970) di Liliana Cavani, Porcile (1969) di Pier Paolo Pasolini, La via lattea (1969) di Luis Buñuel, Le Lit de la Vierge (1969), La Cicatrice Interieur (1970) di Philippe Garrel, Teste tagliate (1970) di Glauber Rocha.
Nel 1971 fu co-protagonista con Tomas Milian ne La vittima designata, dove offrì un'interpretazione intensa e poetica, sottolineata dal sottofondo musicale di Luis Bacalov. Nel giugno di quell'anno venne arrestato a Roma per detenzione e uso di stupefacenti; condannato a due anni di prigione, fu incarcerato a Regina Coeli, da dove uscirà dopo 18 mesi per insufficienza di prove e costretto ad abbandonare il Paese.
La traumatica esperienza lo segnerà per sempre e lo porterà a pubblicare nel 1973 il libro Quelques messages personnels (Pensieri dal carcere), vera e propria requisitoria contro l'ingiustizia e le condizioni della detenzione carceraria. Nell'opera autobiografica sono contenuti anche episodi essenziali della sua vita e della sua carriera folgorante.
Nonostante il suo periodo di maggiore successo potesse dirsi ormai concluso, Clémenti continuò a recitare, dando prove di intatte doti interpretative fino al 1998, anno in cui uscì Ideus Kinky - Un treno per Marrakech di Gillies MacKinnon.
Nel 1988 la Cinémathèque française gli dedicò un omaggio retrospettivo.
Pierre Clementi morì a Parigi il 27 dicembre 1999, a 57 anni, in seguito a un cancro. Nel 2008 e per tutto il 2009, a dieci anni dalla sua morte, gli vennero dedicati vari omaggi retrospettivi.

## Vita privata
Nel 1965 sposò Margareth, dalla quale ebbe un figlio, Balthazar, nel luglio dello stesso anno, divenuto anch'egli attore.
Risposatosi con Nadine Hermand, da lei ebbe un figlio, Valentin.

## Filmografia

### Regista
- La révolution n'est qu'un début. Continuons le combat  - cortometraggio (1968)
- Livret de famille - cortometraggio (1968)
- Souvenirs souvenirs - cortometraggio (1968)
- Art de vie - cortometraggio (1969)
- Positano - cortometraggio (1969)
- Esméralda - cortometraggio (1970)
- L'ange et le démon - cortometraggio (1971)
- Visa de censure n°X - cortometraggio (1976)
- La deuxième femme (1978)
- Vision spectacle première - cortometraggio (1978)
- New Old (1979)
- À l'ombre de la canaille bleue (1986)
- Soleil - cortometraggio (1988)

### Attore

#### Cinema
- Les Frangines, regia di Jean Gourguet (1960)
- L'invincibile della prateria (Chien di pique), regia di Yves Allégret (1960)
- Le bugie nel mio letto (Adorable menteuse), regia di Michel Deville (1961)
- Il Gattopardo, regia di Luchino Visconti (1963)
- Colpo grosso a Parigi (Cent briques et des tuiles), regia di Pierre Grimblat (1964)
- As Ilhas Encantadas regia di Carlos Vilardebó (1964)
- Pattuglia anti gang (Brigade antigangs), regia di Bernard Borderie (1966)
- Il 13º uomo (Un Homme de trop), regia di Costa-Gavras (1966)
- L'uomo che ride, regia di Sergio Corbucci (1966)
- Lamiel, regia di Jean Aurel (1967)
- Pop' Game, regia di Francis Leroi (1967)
- Les Idoles, regia di Marc'O (1967)
- Benjamin ovvero le avventure di un adolescente (Benjamin ou Les Mémoires d'un puceau), regia di Michel Deville (1967)
- Bella di giorno (Belle de jour), regia di Luis Buñuel (1967)
- Scusi, facciamo l'amore?, regia di Vittorio Caprioli (1968)
- Partner, regia di Bernardo Bertolucci (1968)
- La via lattea (La Voie lactée), regia di Luis Buñuel (1968)
- Les Roses di Tourlaville, regia di Jean-Paul Bourdeaudrucq (1968)
- La sua giornata di gloria, regia di Edoardo Bruno (1968)
- Wheel of Ashes, regia di Peter Emmanuel Goldman (1968)
- Le Lit de la vierge, regia di Philippe Garrel (1969)
- Porcile, regia di Pier Paolo Pasolini (1969)
- I cannibali, regia di Liliana Cavani (1969)
- Il conformista, regia di Bernardo Bertolucci (1970)
- Necropolis, regia di Franco Brocani (1970)
- Teste tagliate (Cabezas cortadas), regia di Glauber Rocha (1970)
- Renaissance di Yvan Lagrange (1970)
- La Leçon di choses di Yvan Lagrange (1970)
- Le Matin di Yvan Lagrange (1970)
- La pacifista di Miklós Jancsó (1970)
- La Cicatrice intérieure, regia di Philippe Garrel (1970)
- Ninì Tirabusciò, la donna che inventò la mossa, regia di Marcello Fondato (1970)
- Jupiter, regia di Jean-Pierre Prévost (1971)
- La Famille, regia di Yvan Lagrange (1971)
- La Passion, regia di Yvan Lagrange (1971)
- La vittima designata, regia di Maurizio Lucidi (1971)
- Crush proof, regia di François De Menil (1972)
- C.A.C.I. 71, regia di José Varéla (1972)
- L'Ironie du sort, regia di Édouard Molinaro (1973)
- Jennifer, regia di Pierre Bertrand-Jaume (1973)
- Ketchup, regia di Richard Johnson (1973)
- Il lupo della steppa (Steppenwolf), regia di Fred Haines (1973)
- Sweet Movie - Dolce film (Sweet Movie), regia di Dušan Makavejev (1973)
- De quoi s'agit-il?, regia di Jean-Pierre Léaud e Michel Varésano (1974)
- Il figlio di Amr è morto (Le Fils d'Amr est mort), di Jean-Jacques Andrien (1975)
- Le Berceau di cristal, regia di Philippe Garrel (1975)
- L'Affiche rouge, regia di Frank Cassenti (1976)
- Les Apprentis sorciers, regia di Edgardo Cozarinsky (1976)
- Zoo zéro, regia di Alain Fleischer (1977)
- La Chanson di Roland, regia di Frank Cassenti (1977)
- Le Manque, regia di Robert Dionoux – documentario, voce narrante (1977)
- Autoportrait schizophrène di Eric Duvivier (1977)
- Ces oiseaux di feu, regia di Philippe Masliah (1977)
- Plages sans suites, regia di Jean-Marc Turine (1978)
- Mardi et mercredi, regia di Nadine Alcan (1978)
- Piccole labbra, regia di Mimmo Cattarinich (1979)
- La Vraie histoire di Gérard Lechômeur, regia di Joaquín Lledó (1979)
- Cauchemar, regia di Noël Simsolo (1980)
- Stridura, regia di Ange Leccia (1980)
- Quartet, regia di James Ivory (1980)
- Le Pont du Nord, regia di Jacques Rivette (1980)
- Lettre di fusillés, regia di Frank Cassenti (1980)
- L'Amour des femmes, regia di Michel Soutter (1981)
- Chassé-croisé, regia di Arielle Dombasle (1981)
- Histoires extraordinaires: La chute di la maison Usher, regia di Alexandre Astruc (1981)
- Clash, regia di Raphaël Delpard (1983)
- Canicola (Canicule), regia di Yves Boisset (1983)
- Le Rapt, regia di Pierre Koralnik (1984)
- Un Dieu rebelle (Es ist nicht leicht ein Gott zu sein), regia di Peter Fleischmann (1987)
- L'Autrichienne, regia di Pierre Granier-Deferre (1989)
- La Fosse commune, regia di Alain Raoust (1990)
- Céleste, regia di Laurent Tuel (1990)
- Massacres, regia di Jean-Claude Roy (1990)
- Clones, regia di André Almuro e Yves Pélissier (1990)
- Lapsus, regia di Cyril Huot e Jérôme Soubeyrand (1991)
- Attendre le navire, regia di Alain Raoust (1992)
- KL Transit, regia di Stelios Pavlidis (1993)
- Enas Ipoptos politis, regia di Stelios Pavlidis (1994)
- Le Bassin di J.W., regia di João César Monteiro (1997)
- Le Nègre, regia di François Lévy Kuentz (1997)
- Ideus Kinky - Un treno per Marrakech (Hideous Kinky), regia di Gillies MacKinnon (1998)

#### Televisione
- Par ordre du Roy, regia di Michel Mitrani – film TV (1983)
- Il Faut marier Julie, regia di Marc Marino – film TV (1983)
- L'Homme di la nuit, regia di Juan Luis Buñuel – miniserie TV, 3 episodi (1983)
- Une femme innocente, regia di Pierre Boutron – film TV (1985)
- Un bambino di nome Gesù, regia di Franco Rossi – miniserie TV (1988)
- Une femme tranquille, regia di Joyce Buñuel – film TV (1989)
- Manon Roland, regia di Édouard Molinaro – film TV (1989)
- L'Aquila della notte, regia di Cinzia TH Torrini – film TV (1994)
- Le Goût des fraises, regia di Frank Cassenti – film TV (1998)

## Doppiatori italiani
- Massimo Turci in Scusi, facciamo l'amore?, Benjamin ovvero le avventure di un adolescente
- Pino Colizzi ne Il Gattopardo
- Natalino Libralesso ne La via lattea
- Giancarlo Giannini ne La vittima designata
- Sergio Di Stefano in Un bambino di nome Gesù
- Sergio Masieri ne Il lupo della steppa (ridoppiaggio)

## Opere
- Carcere italiano, Milano, Il Formichiere, 1973, ISBN non esistente.
  -  Pensieri dal carcere, collana Fuori, traduzione di Simone Benvenuti, n. 2, Fagnano Alto, Editrice il Sirente, 2007, ISBN 978-88-87847-12-3.